# Miguel Athayde
Miguel Cançado Austregésilo Athayde (Praga, 25 de fevereiro de 1973) é um jornalista brasileiro.

## Carreira
Miguel Cançado Austregésilo Athayde, nascido em uma família com raízes no jornalismo e diplomacia, seguiu os passos do pai, Carlos Austregésilo de Athayde, ex-repórter. Seu interesse pelo jornalismo foi enraizado desde a infância, quando frequentava redações de jornais com o pai, que anteriormente havia trabalhado no Jornal do Brasil, Jornal do Commercio e O Dia.
Graduado em Comunicação Social pela Pontifícia Universidade Católica do Rio de Janeiro (PUC), Miguel iniciou sua trajetória na antiga TVE, passando pela rádio CBN e pelo Jornal do Brasil, consolidando sua carreira na Globo.
Ao longo dos anos, desempenhou papéis diversos na Globo, desde produtor até editor-executivo do Bom Dia Brasil, onde participou de coberturas históricas, como os atentados de 11 de setembro de 2001.
Athayde também marcou presença em grandes eventos esportivos, cobrindo Olimpíadas e Copas do Mundo. Em 2011, assumiu como editor-chefe do Bom Dia Brasil, coordenando a cobertura do casamento real britânico.
Sua atuação nos bastidores de eventos marcantes no Rio de Janeiro, como a Rio+20, Jornada Mundial da Juventude, Copa do Mundo de 2014 e Olimpíadas de 2016, o levou a ser convidado por Ali Kamel para ser diretor regional de Jornalismo no Rio de Janeiro.
Em janeiro de 2018, migrou para a GloboNews como diretor-geral. Em 2024, assumiu o cargo de diretor-executivo de jornalismo na Globo, sucedendo Ricardo Villela.

## Vida pessoal
Athayde é casado com a jornalista Renata Vasconcellos, desde 2014. Ele tem um filho de um relacionamento anterior.